# Chissay-en-Touraine
Chissay-en-Touraine est une commune française située dans le département de Loir-et-Cher en région Centre-Val de Loire.
Localisée au sud-ouest du département, la commune fait partie de la petite région agricole « les Plateaux bocagers de la Touraine méridionale », regroupant des milieux très hétérogènes, plateau dénudé de Pontlevoy, vallée du Cher bordée de coteaux de vignes et aspects de gatine au-delà. Elle est drainée par le Cher et par divers petits cours d'eau.
L'occupation des sols est marquée par l'importance des espaces agricoles et naturels qui occupent la quasi-totalité du territoire communal. Un espace naturel d'intérêt est présent sur la commune : une zone naturelle d'intérêt écologique, faunistique et floristique (ZNIEFF).  En 2010, l'orientation technico-économique de l'agriculture sur la commune est la culture des céréales et des oléoprotéagineux. À l'instar du département qui a vu disparaître le quart de ses exploitations en dix ans, le nombre d'exploitations agricoles a fortement diminué, passant de 42 en 1988, à 17 en 2000, puis à 13 en 2010.
Le patrimoine architectural de la commune comprend deux  bâtiments portés à l'inventaire des monuments historiques : le château de Chissay et le château de La Ménaudière.

## Géographie

### Localisation et communes limitrophes
La commune de Chissay-en-Touraine se trouve au sud-ouest du département de Loir-et-Cher, dans la petite région agricole des Plateaux bocagers de la Touraine méridionale,. À vol d'oiseau, elle se situe à 31,6 km  de Blois, préfecture du département, à 46,1 km de Romorantin-Lanthenay, sous-préfecture, et à 3,9 km de Montrichard Val de Cher, chef-lieu du canton de Montrichard dont dépend la commune depuis 2015. La commune fait en outre partie du bassin de vie de Montrichard.
Les communes les plus proches sont : Saint-Georges-sur-Cher (1,5 km) , Chisseaux (3 km) (Indre-et-Loire), Montrichard (3,9 km) , Faverolles-sur-Cher (4 km) , Francueil (4,6 km) (Indre-et-Loire), Chenonceaux (5 km) (Indre-et-Loire), Épeigné-les-Bois (6,4 km) (Indre-et-Loire), Saint-Julien-de-Chédon (6,4 km)  et Civray-de-Touraine (6,5 km) (Indre-et-Loire).

### Paysages et relief
Dans le cadre de la Convention européenne du paysage, adoptée le 20 octobre 2000 et entrée en vigueur en France le 1er juillet 2006, un atlas des paysages de Loir-et-Cher a été élaboré en 2010 par le CAUE de Loir-et-Cher, en collaboration avec la DIREN Centre (devenue DREAL en 2011), partenaire financier. Les paysages du département s'organisent ainsi en huit grands ensembles et 25 unités de paysage,. La commune fait partie de l'unité de paysage du « Cher urbanisé de Montrichard », au sein de l'ensemble de « la vallée du Cher ».
Autour de Montrichard Val de Cher, la vallée du  Cher présente un fond relativement plat et régulier, ondulant légèrement en vis-à-vis de la ville. La rivière s'écoule lentement, formant quelques îles comme l'Île Picard ou l'Île de la Salle, toujours verdoyantes. Les berges restent assez difficiles à longer bien que quelques chemins donnent accès au bord de l'eau.
L'altitude du territoire communal varie de 55 mètres à 138 mètres,.

### Hydrographie

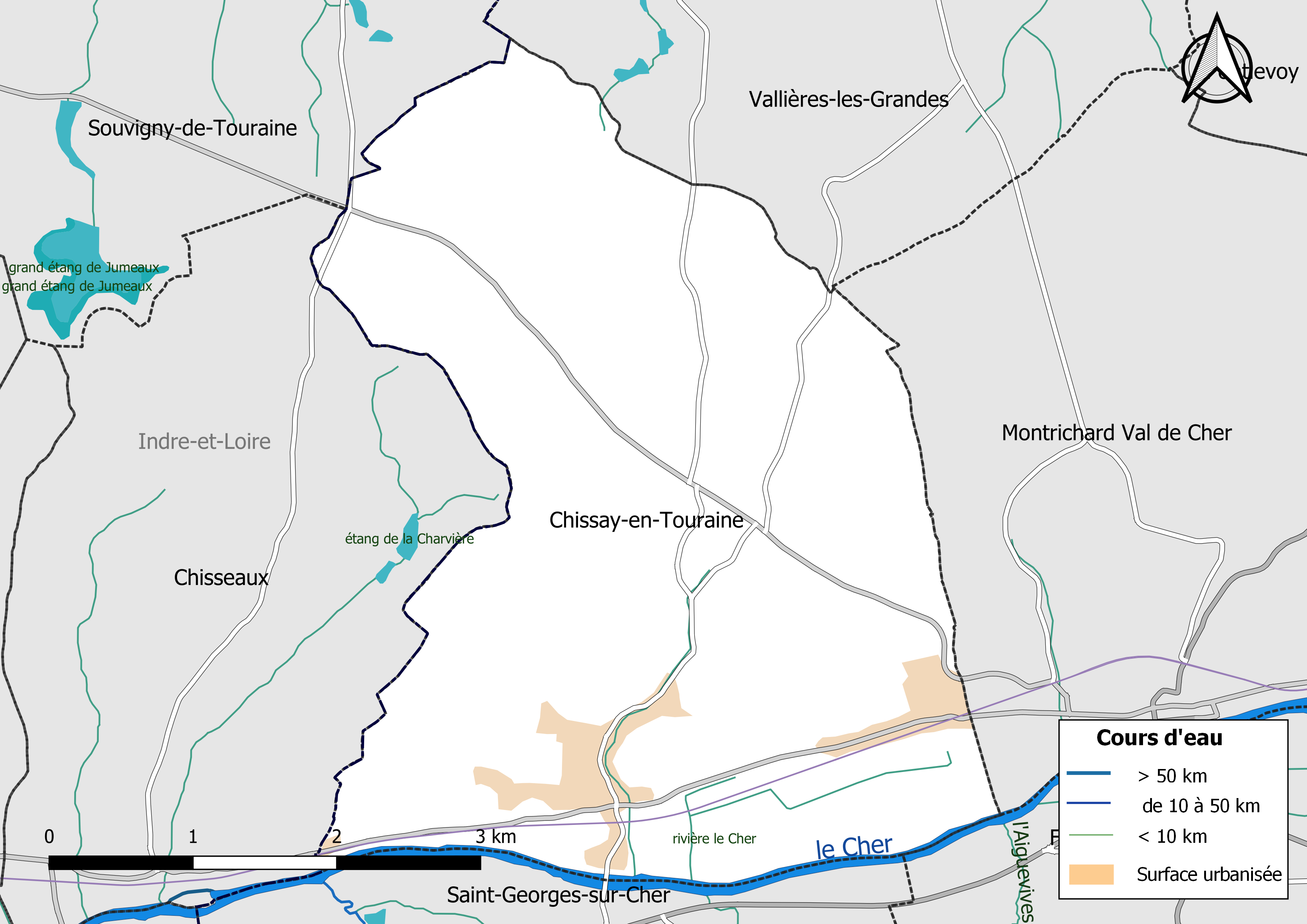
Réseau hydrographique de Chissay-en-Touraine.

La commune est drainée par le Cher (1,117 km) et par divers petits cours d'eau, constituant un réseau hydrographique de 6,87 km de longueur totale.
Le Cher, d'une longueur totale de 365,5 km, prend sa source dans la commune de Mérinchal (Creuse) et se jette  dans la Loire à Cinq-Mars-la-Pile (Indre-et-Loire), après avoir traversé 117 communes. 
Sur le plan piscicole, ce cours d'eau est classé en deuxième catégorie, où le peuplement piscicole dominant est constitué de poissons blancs (cyprinidés) et de carnassiers (brochet, sandre et perche).

### Climat
Pour des articles plus généraux, voir Climat du Centre-Val de Loire et Climat de Loir-et-Cher.
En 2010, le climat de la commune est de type climat océanique dégradé des plaines du Centre et du Nord, selon une étude du CNRS s'appuyant sur une série de données couvrant la période 1971-2000. En 2020, Météo-France publie une typologie des climats de la France métropolitaine dans laquelle la commune est exposée à un climat océanique altéré et est dans la région climatique Moyenne vallée de la Loire, caractérisée par une bonne insolation (1 850 h/an) et un été peu pluvieux.
Pour la période 1971-2000, la température annuelle moyenne est de 11,4 °C, avec une amplitude thermique annuelle de 15,2 °C. Le cumul annuel moyen de précipitations est de 698 mm, avec 10,7 jours de précipitations en janvier et 6,8 jours en juillet. Pour la période 1991-2020, la température moyenne annuelle observée sur la station météorologique de Météo-France la plus proche, sur la commune de Sublaines à 13 km à vol d'oiseau, est de 12,1 °C et le cumul annuel moyen de précipitations est de 647,3 mm,. Pour l'avenir, les paramètres climatiques de la commune estimés pour 2050 selon différents scénarios d'émission de gaz à effet de serre sont consultables sur un site dédié publié par Météo-France en novembre 2022.

### Milieux naturels et biodiversité

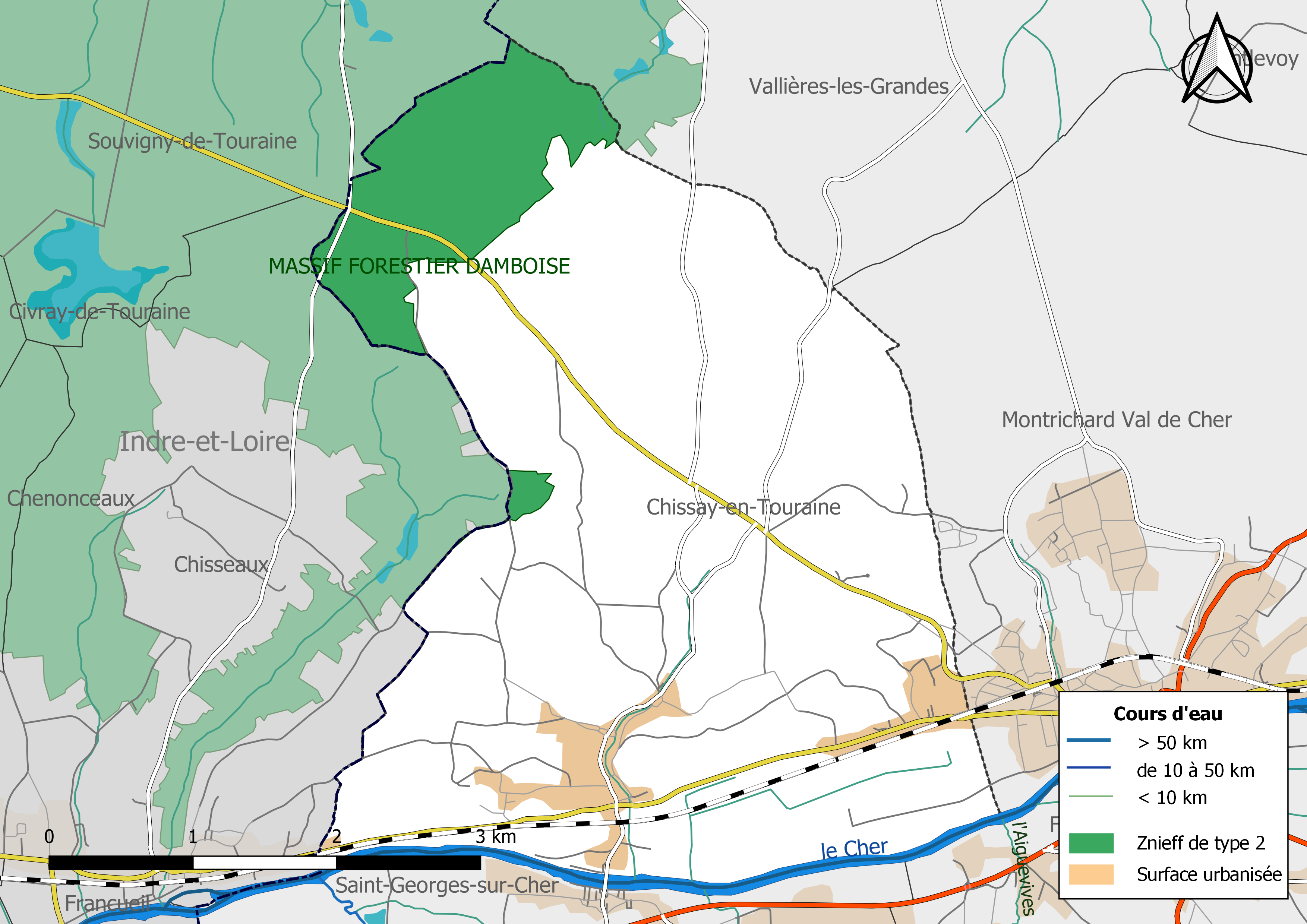
Carte des ZNIEFF de type 1 localisées sur la commune.

#### Zones nationales d'intérêt écologique, faunistique et floristique
L'inventaire des zones naturelles d'intérêt écologique, faunistique et floristique (ZNIEFF) a pour objectif de réaliser une couverture des zones les plus intéressantes sur le plan écologique, essentiellement dans la perspective d'améliorer la connaissance du patrimoine naturel national et de fournir aux différents décideurs un outil d'aide à la prise en compte de l'environnement dans l'aménagement du territoire. Le territoire communal de Chissay-en-Touraine comprend une ZNIEFF : le « Massif forestier d'Amboise » (6 612,17 ha).

## Urbanisme

### Typologie
Au 1er janvier 2024, Chissay-en-Touraine est catégorisée commune rurale à habitat dispersé, selon la nouvelle grille communale de densité à sept niveaux définie par l'Insee en 2022.
Elle appartient à l'unité urbaine de Saint-Georges-sur-Cher, une agglomération inter-départementale regroupant trois  communes, dont elle est une commune de la banlieue,,. Par ailleurs la commune fait partie de l'aire d'attraction de Montrichard Val de Cher, dont elle est une commune de la couronne,. Cette aire, qui regroupe 7 communes, est catégorisée dans les aires de moins de 50 000 habitants,.

### Occupation des sols
L'occupation des sols est marquée par l'importance des espaces agricoles et naturels (95,3 %). La répartition détaillée ressortant de la base de données européenne d'occupation biophysique des sols Corine Land Cover millésimée 2012 est la suivante : 
terres arables (34,2 %), 
cultures permanentes (15,7 %), 
zones agricoles hétérogènes (9,6 %), 

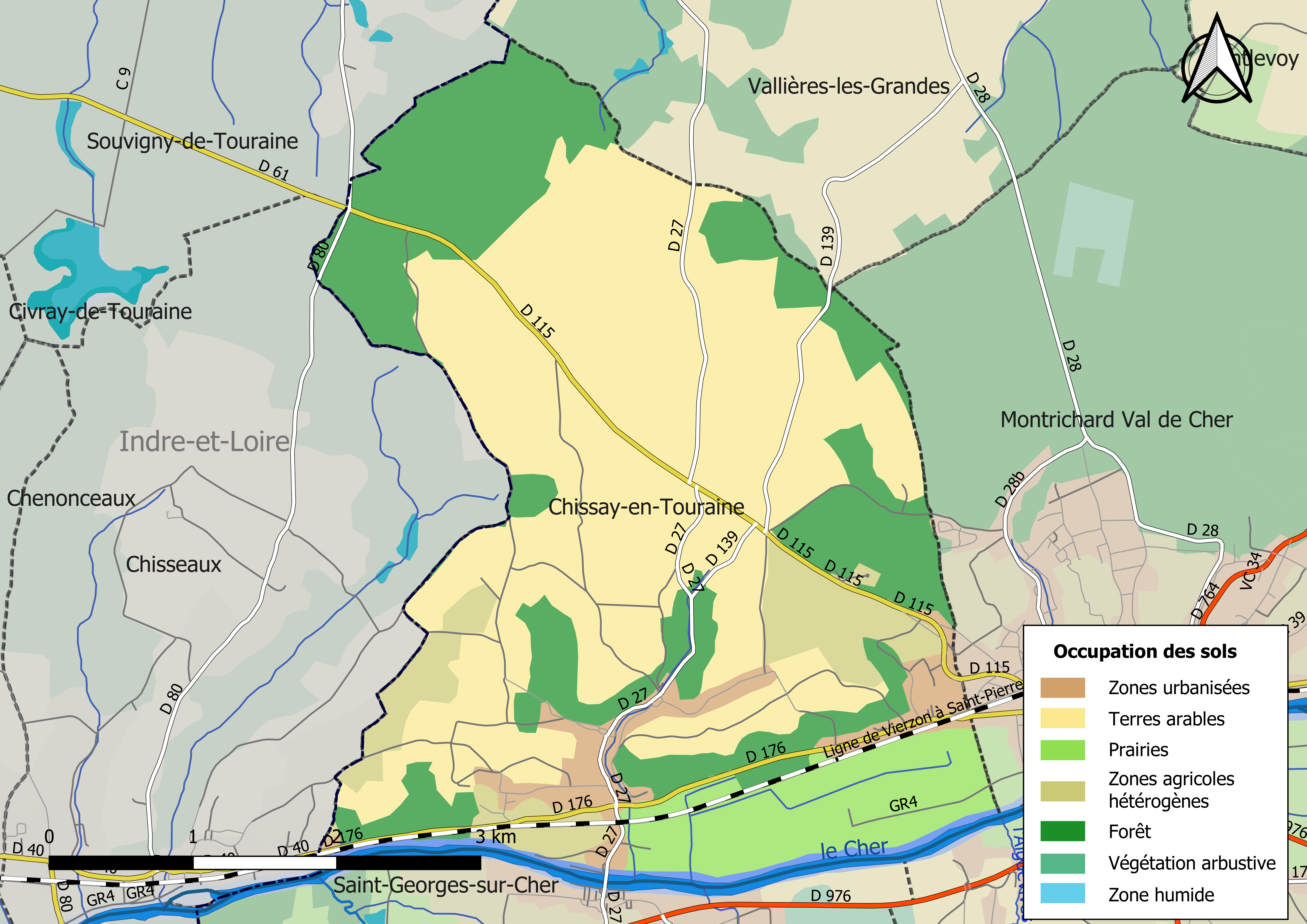
Carte des infrastructures et de l'occupation des sols de la commune en 2018 (CLC).

prairies (8,6 %), 
forêts (24,7 %), 
zones urbanisées (4,7 %), 
eaux continentales (2,3 %).

### Planification
En matière de planification, la commune disposait en 2017 d'un plan local d'urbanisme en révision. Par ailleurs, à la suite de la loi ALUR (loi pour l'accès au logement et un urbanisme rénové) de mars 2014, un plan local d'urbanisme intercommunal couvrant le territoire de la communauté de communes Val-de-Cher-Controis a été prescrit le 9 février 2015.

### Habitat et logement
Le tableau ci-dessous présente la typologie des logements à Chissay-en-Touraine en 2016 en comparaison avec celle du Loir-et-Cher et de la France entière. Une caractéristique marquante du parc de logements est ainsi une proportion de résidences secondaires et logements occasionnels (13,8 %) inférieure à celle du département (18 %) mais supérieure à celle de la France entière (9,6 %). Concernant le statut d'occupation de ces logements, 83,3 % des habitants de la commune sont propriétaires de leur logement (82,0 % en 2011), contre 68,1 % pour le Loir-et-Cher et 57,6 pour la France entière.
|                                                         | Chissay-en-Touraine | Loir-et-Cher | France entière |
| ------------------------------------------------------- | ------------------- | ------------ | -------------- |
| Résidences principales (en %)                           | 78,2                | 74,5         | 82,3           |
| Résidences secondaires et logements occasionnels (en %) | 13,8                | 18           | 9,6            |
| Logements vacants (en %)                                | 8,1                 | 7,5          | 8,1            |

### Risques majeurs
Le territoire communal de Chissay-en-Touraine est vulnérable à différents aléas naturels : inondations (par débordement du Cher ou par ruissellement), climatiques (hiver exceptionnel ou canicule), feux de forêts, mouvements de terrains ou sismique (sismicité très faible). 
Il est également exposé à un risque technologique :  le transport de matières dangereuses,.

#### Risques naturels

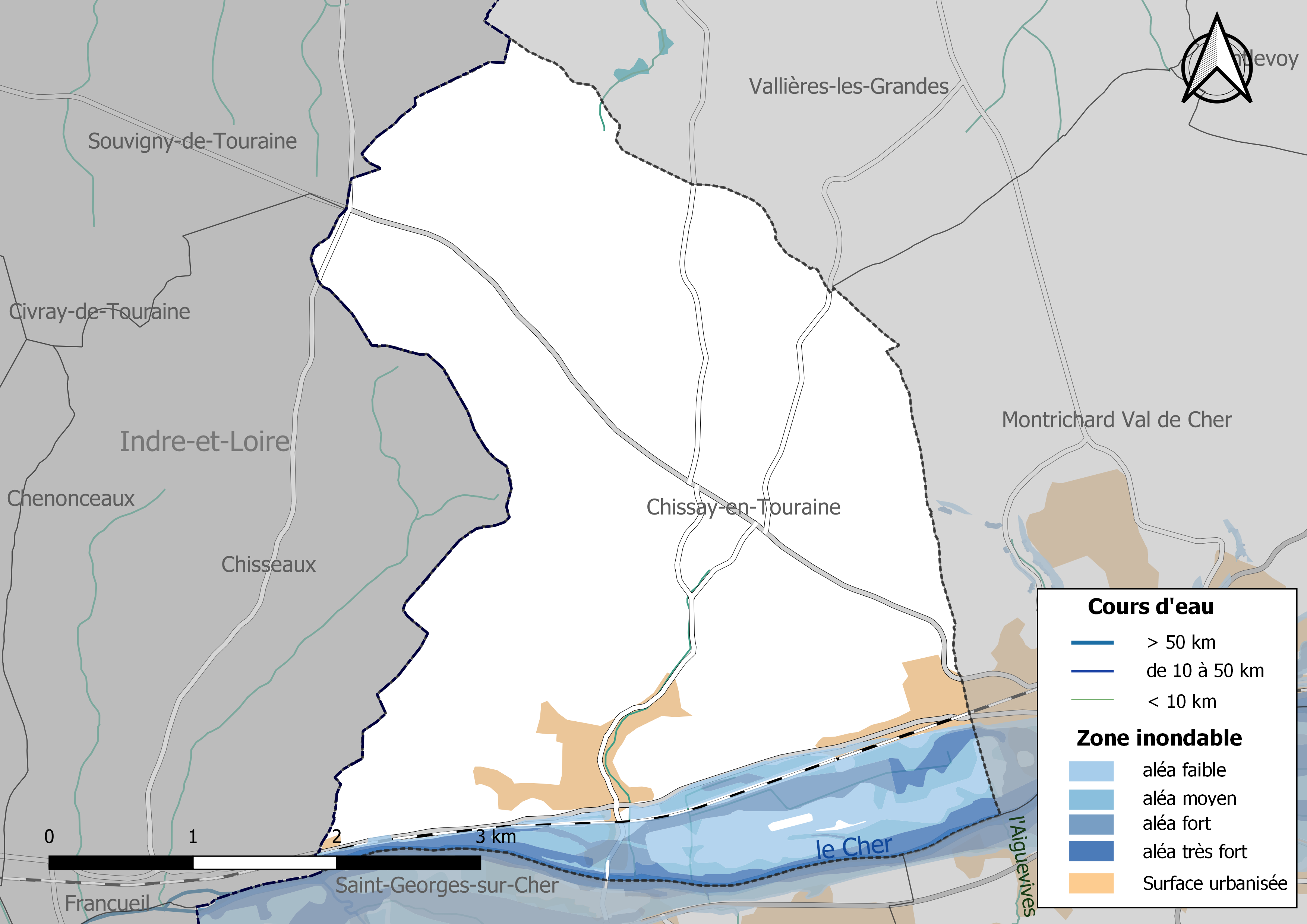
Zones inondables de la commune de Chissay-en-Touraine.

Les mouvements de terrains susceptibles de se produire sur la commune sont soit liés au retrait-gonflement des argiles, soit des chutes de blocs, soit des glissements de terrains, soit des effondrements liés à des cavités souterraines. Le phénomène de retrait-gonflement des argiles est la conséquence d'un changement d'humidité des sols argileux. Les argiles sont capables de fixer l'eau disponible mais aussi de la perdre en se rétractant en cas de sécheresse. Ce phénomène peut provoquer des dégâts très importants sur les constructions (fissures, déformations des ouvertures) pouvant rendre inhabitables certains locaux. La carte de zonage de cet aléa peut être consultée sur le site de l'observatoire national des risques naturels Georisques. Une autre carte permet de prendre connaissance des cavités souterraines localisées sur la commune.
Les crues du Cher sont moins importantes que celles de la Loire, mais elles peuvent provoquer des dégâts importants. Les crues historiques sont celles de 1856 (5 m à l'échelle de Noyers-sur-Cher), 1940 (4,03 m) et 1977 (3,58 m). Le débit maximal historique est de 1 560 m3/s et caractérise une crue de retour supérieur à cent ans pour Montrichard Val de Cher. Le risque d'inondation est pris en compte dans l'aménagement du territoire de la commune par le biais du Plan de prévention du risque inondation (PPRI) du Cher.

#### Risques technologiques
Le risque de transport de marchandises dangereuses sur la commune est lié à sa traversée par une canalisation de transport de gaz et une infrastructure ferroviaire. Un accident se produisant sur de telles infrastructures est en effet susceptible d'avoir des effets graves au bâti ou aux personnes jusqu'à 350 m, selon la nature du matériau transporté. Des dispositions d'urbanisme peuvent être préconisées en conséquence.

## Histoire

### Révolution française et Empire

#### Nouvelle organisation territoriale
Le décret de l'Assemblée nationale du 12 novembre 1789 décrète qu'« il y aura une municipalité dans chaque ville, bourg, paroisse ou communauté de campagne », mais ce n'est qu'avec le décret de la Convention nationale du 10 brumaire an II (31 octobre 1793) que la paroisse de Chissay-en-Touraine devient formellement « commune de Chissay-en-Touraine »,.
En 1790, dans le cadre de la création des départements, la municipalité est rattachée au canton de Montrichard et au district de Saint Aignan. Les cantons sont supprimés, en tant que découpage administratif, par une loi du 26 juin 1793, et ne conservent qu'un rôle électoral, permettant l'élection des électeurs du second degré chargés de désigner les députés,. La Constitution du 5 fructidor an III, appliquée à partir de vendémiaire an IV (1795) supprime les districts, considérés comme des rouages administratifs liés à la Terreur, mais maintient les cantons qui acquièrent dès lors plus d'importance en retrouvant une fonction administrative. Enfin, sous le Consulat, un redécoupage territorial visant à réduire le nombre de justices de paix ramène le nombre de cantons en Loir-et-Cher de 33 à 24. Chissay-en-Touraine est alors rattachée au canton de Montrichard et à l'Arrondissement de Blois par arrêté du 5 vendémiaire an X (26 septembre 1801),,. Cette organisation va rester inchangée pendant près de 150 ans.

### Époque contemporaine
Du 10 au 13 juin 1940, face à l'avancée allemande, le gouvernement français se replie sur Tours et les châteaux environnants. Le président du conseil Paul Reynaud et son cabinet s'installe au château de Chissay.
Le 24 octobre 2015, le maire de Chissay abandonne le projet de fusion de communes avec Montrichard et Bourré après une consultation locale. 93 % des votants se sont exprimés en défaveur de ce projet de commune nouvelle.

## Politique et administration

### Découpage territorial
La commune de Chissay-en-Touraine est membre de la communauté de communes Val-de-Cher-Controis, un établissement public de coopération intercommunale (EPCI) à fiscalité propre créé le 1er janvier 2017.
Elle est rattachée sur le plan administratif à l'arrondissement de Romorantin-Lanthenay, au département de Loir-et-Cher et à la région Centre-Val de Loire, en tant que circonscriptions administratives. Sur le plan électoral, elle est rattachée au canton de Montrichard depuis 2015 pour l'élection des conseillers départementaux et à la Première circonscription de Loir-et-Cher pour les élections législatives.

### Politique et administration municipale

#### Conseil municipal et maire
Le conseil municipal de Chissay-en-Touraine, commune de plus de 1 000 habitants, est élu au scrutin proportionnel plurinominal avec prime majoritaire. Le maire, à la fois agent de l'État et exécutif de la commune en tant que collectivité territoriale, est élu par le conseil municipal au scrutin secret lors de la première réunion du conseil suivant les élections municipales, pour un mandat de six ans, c'est-à-dire pour la durée du mandat du conseil.
| Période                                  | Période   | Identité                                  | Étiquette | Qualité                                     |
| ---------------------------------------- | --------- | ----------------------------------------- | --------- | ------------------------------------------- |
| 1793                                     | 1799      | Sylvestre Marcelin Airain dit le jeune    |           |                                             |
| 1799                                     | 1803      | Joseph Lemaitre                           |           |                                             |
| 1803                                     | 1815      | Marie Jacques Gaigneron Comte de Marolles |           |                                             |
| 1815                                     | 1816      | Sylvain Sangleboeuf                       |           |                                             |
| 1816                                     | 1838      | Marie Jacques Gaigneron Comte de Marolles |           |                                             |
| 1838                                     | 1840      | Comte Alfred de Marolles                  |           | Démissionnaire                              |
| 1840                                     | 1842      | Pierre Deligeon                           |           |                                             |
| 1842                                     | 1852      | Comte Alfred de Marolles                  |           |                                             |
| 1852                                     | 1875      | Comte Rodolphe de Baillon                 |           | Démissionnaire                              |
| 1875                                     | 1878      | Jean Simon Chatet                         |           |                                             |
| 1878                                     | 1884      | Comte Rodolphe de Baillon                 |           |                                             |
| 1884                                     | 1887      | Jean-Jacques L’Herissier                  |           |                                             |
| 1887                                     | 1889      | Comte Rodolphe de Baillon                 |           | Décédé en cours de mandat                   |
| 1889                                     | 1892      | Comte Gonzague Costa de Beauregard        |           | Châtelain de Chissay                        |
| 1892                                     | 1900      | Jean Chatet Noc                           |           |                                             |
| 1900                                     | 1918      | Comte Gonzague Costa de Beauregard        |           | Châtelain de Chissay                        |
| 1918                                     | 1957      | Octave Perret                             |           | Décédé en cours de mandat                   |
| 1957                                     | 1963      | Kléberte Agostinelli                      |           | Décédée en cours de mandat                  |
| 1963                                     | 1989      | Pierre Dangé                              |           |                                             |
| 1989                                     | 1995      | Claude Rothon                             |           |                                             |
| 1995                                     | 2008      | Jean-Marie Janssens                       | UDF       | Conseiller général du Canton de Montrichard |
| septembre 2008                           | mars 2014 | Jean-Michel Mijeon                        | PCF       |                                             |
| mars 2014                                | En cours  | Philippe Plassais,                        |           | Agriculteur                                 |
| Les données manquantes sont à compléter. |           |                                           |           |                                             |

## Équipements et services

### Eau et assainissement
L'organisation de la distribution de l'eau potable, de la collecte et du traitement des eaux usées et pluviales relève des communes. La compétence eau et assainissement des communes est un service public industriel et commercial (SPIC).

#### Assainissement des eaux usées
En 2019, la gestion du service d'assainissement collectif de la commune de Chissay-en-Touraine est assurée par le syndicat Intercommunal d'Assainissement de l'Agglomération de Montrichard qui a le statut de régie à autonomie financière.
Deux stations de traitement des eaux usées sont en service au 1er janvier 2019 sur le territoire communal : 
- « Le Puits Choison », un équipement utilisant la technique de l'aération par boues activées, avec prétraitement, dont la capacité est de 830 EH[59] ;
- « La Varenne », un équipement utilisant la technique de l'aération par boues activées, .Dénitrif. Bio.et déphosphatation physico-chimique, dont la capacité est de 22 500 EH , mis en service le 15 novembre 2007[60].

### Sécurité, justice et secours
La sécurité de la commune est assurée par la brigade de gendarmerie de Montrichard-Val-de-Cher qui dépend du groupement de gendarmerie départementale de Loir-et-Cher installé à Blois.
En matière de justice, Chissay-en-Touraine relève du conseil de prud'hommes de Blois, de la Cour d'appel d'Orléans (juridiction de Blois), de la Cour d'assises de Loir-et-Cher, du tribunal administratif de Blois, du tribunal de commerce de Blois et du tribunal judiciaire de Blois.

## Population et société

### Démographie

#### Évolution démographique
L'évolution du nombre d'habitants est connue à travers les recensements de la population effectués dans la commune depuis 1793. Pour les communes de moins de 10 000 habitants, une enquête de recensement portant sur toute la population est réalisée tous les cinq ans, les populations de référence des années intermédiaires étant quant à elles estimées par interpolation ou extrapolation. Pour la commune, le premier recensement exhaustif entrant dans le cadre du nouveau dispositif a été réalisé en 2004.

En 2022, la commune comptait 1 076 habitants, en évolution de −7,8 % par rapport à 2016 (Loir-et-Cher : −1,15 %, France hors Mayotte : +2,11 %).
| 1793 | 1800 | 1806 | 1821  | 1831  | 1836  | 1841  | 1846  | 1851  |
| ---- | ---- | ---- | ----- | ----- | ----- | ----- | ----- | ----- |
| 864  | 887  | 883  | 1 022 | 1 028 | 1 055 | 1 091 | 1 063 | 1 056 |

| 1856  | 1861  | 1866  | 1872  | 1876  | 1881  | 1886  | 1891  | 1896  |
| ----- | ----- | ----- | ----- | ----- | ----- | ----- | ----- | ----- |
| 1 033 | 1 060 | 1 055 | 1 093 | 1 164 | 1 134 | 1 139 | 1 017 | 1 084 |

| 1901  | 1906  | 1911 | 1921 | 1926 | 1931 | 1936 | 1946 | 1954 |
| ----- | ----- | ---- | ---- | ---- | ---- | ---- | ---- | ---- |
| 1 028 | 1 036 | 991  | 909  | 926  | 866  | 903  | 870  | 891  |

| 1962 | 1968 | 1975 | 1982 | 1990 | 1999 | 2004  | 2006  | 2009  |
| ---- | ---- | ---- | ---- | ---- | ---- | ----- | ----- | ----- |
| 846  | 856  | 850  | 846  | 871  | 916  | 1 005 | 1 020 | 1 142 |

| 2014  | 2019  | 2022  | - | - | - | - | - | - |
| ----- | ----- | ----- | - | - | - | - | - | - |
| 1 171 | 1 080 | 1 076 | - | - | - | - | - | - |

#### Pyramide des âges
La population de la commune est relativement âgée.
En 2018, le taux de personnes d'un âge inférieur à 30 ans s'élève à 25,3 %, soit en dessous de la moyenne départementale (31,3 %). À l'inverse, le taux de personnes d'âge supérieur à 60 ans est de 37,6 % la même année, alors qu'il est de 31,6 % au niveau départemental.
En 2018, la commune comptait 519 hommes pour 584 femmes, soit un taux de 52,95 % de femmes, légèrement supérieur au taux départemental (51,45 %).
Les pyramides des âges de la commune et du département s'établissent comme suit.
| Hommes | Classe d’âge | Femmes |
| ------ | ------------ | ------ |
| 1,0    | 90 ou +      | 2,5    |
| 11,1   | 75-89 ans    | 12,9   |
| 23,9   | 60-74 ans    | 23,8   |
| 21,8   | 45-59 ans    | 22,4   |
| 14,7   | 30-44 ans    | 15,1   |
| 12,1   | 15-29 ans    | 9,4    |
| 15,4   | 0-14 ans     | 13,9   |

| Hommes | Classe d’âge | Femmes |
| ------ | ------------ | ------ |
| 1,1    | 90 ou +      | 2,6    |
| 9,2    | 75-89 ans    | 11,9   |
| 19,7   | 60-74 ans    | 20,4   |
| 20,7   | 45-59 ans    | 20     |
| 16,5   | 30-44 ans    | 16,2   |
| 15,2   | 15-29 ans    | 13,2   |
| 17,6   | 0-14 ans     | 15,7   |

## Économie

### Secteurs d'activité
Le tableau ci-dessous détaille le nombre d'entreprises implantées à Chissay-en-Touraine selon leur secteur d'activité et le nombre de leurs salariés :
|                                                              | total | % com (% dep) | 0 salarié | 1 à 9 salarié(s) | 10 à 19 salariés | 20 à 49 salariés | 50 salariés ou plus |
| ------------------------------------------------------------ | ----- | ------------- | --------- | ---------------- | ---------------- | ---------------- | ------------------- |
| Ensemble                                                     | 82    | 100,0 (100)   | 67        | 12               | 1                | 0                | 2                   |
| Agriculture, sylviculture et pêche                           | 8     | 9,8 (11,8)    | 7         | 1                | 0                | 0                | 0                   |
| Industrie                                                    | 8     | 9,8 (6,5)     | 7         | 1                | 0                | 0                | 0                   |
| Construction                                                 | 8     | 9,8 (10,3)    | 7         | 1                | 0                | 0                | 0                   |
| Commerce, transports, services divers                        | 52    | 63,4 (57,9)   | 45        | 6                | 0                | 0                | 1                   |
| dont commerce et réparation automobile                       | 15    | 18,3 (17,5)   | 13        | 1                | 0                | 0                | 1                   |
| Administration publique, enseignement, santé, action sociale | 6     | 7,3 (13,5)    | 1         | 3                | 1                | 0                | 1                   |
| Champ : ensemble des activités.                              |       |               |           |                  |                  |                  |                     |

Le secteur du commerce, transports et services divers est prépondérant sur la commune (52 entreprises sur 82)9,8) %, il est plus important qu'au niveau départemental (11,8 %).
Sur les 82 entreprises implantées à Chissay-en-Touraine en 2016, 67 ne font appel à aucun salarié, 12 comptent 1 à 9 salariés, 1 emploie entre 10 et 19 personnes
Au 1er juillet 2017, la commune est classée en zone de revitalisation rurale (ZRR), un dispositif visant à aider le développement des territoires ruraux principalement à travers des mesures fiscales et sociales. Des mesures spécifiques en faveur du développement économique s'y appliquent également

### Agriculture
En 2010, l'orientation technico-économique de l'agriculture sur la commune est la culture de céréales et d'oléoprotéagineux (COP). Le département a perdu près d'un quart de ses exploitations en 10 ans, entre 2000 et 2010 (c'est le département de la région Centre-Val de Loire qui en compte le moins). Cette tendance se retrouve également au niveau de la commune où le nombre d'exploitations est passé de 34 en 1988 à 17 en 2000 puis à 13 en 2010. Parallèlement, la taille de ces exploitations augmente, passant de 36 ha en 1988 à 93 ha en 2010. 
Le tableau ci-dessous présente les principales caractéristiques des exploitations agricoles de Chissay-en-Touraine, observées sur une période de 22 ans : 
|                                      | 1988                 | 2000                 | 2010                 |
| Dimension économique                 | Dimension économique | Dimension économique | Dimension économique |
| ------------------------------------ | -------------------- | -------------------- | -------------------- |
| Nombre d'exploitations (u)           | 34                   | 17                   | 13                   |
| Travail (UTA)                        | 48                   | 19                   | 13                   |
| Surface agricole utilisée (ha)       | 1 218                | 1 317                | 1 204                |
| Cultures                             |                      |                      |                      |
| Terres labourables (ha)              | 988                  | 1 073                | 1 020                |
| Céréales (ha)                        | 721                  | 560                  | 574                  |
| dont blé tendre (ha)                 | 323                  | s                    | 311                  |
| dont maïs-grain et maïs-semence (ha) | 293                  |                      |                      |
| Tournesol (ha)                       | 183                  | 157                  | s                    |
| Colza et navette (ha)                | 40                   | s                    | 248                  |
| Élevage                              |                      |                      |                      |
| Cheptel (UGBTA)                      | 429                  | 377                  | 219                  |

.

#### Produits labellisés
La commune de Chissay-en-Touraine est située dans l'aire de l'appellation d'origine protégée (AOP)  de cinq produits : deux fromages (le Sainte-maure-de-touraine et le Selles-sur-cher) et trois vins (le crémant-de-loire, le rosé-de-loire et le Touraine).
Le territoire de la commune est également intégré aux aires de productions de divers produits bénéficiant d'une indication géographique protégée (IGP) : les rillettes de Tours, le vin Val-de-loire et les volailles de l’Orléanais,.

Quelques produits labellisés de Chissay-en-Touraine.
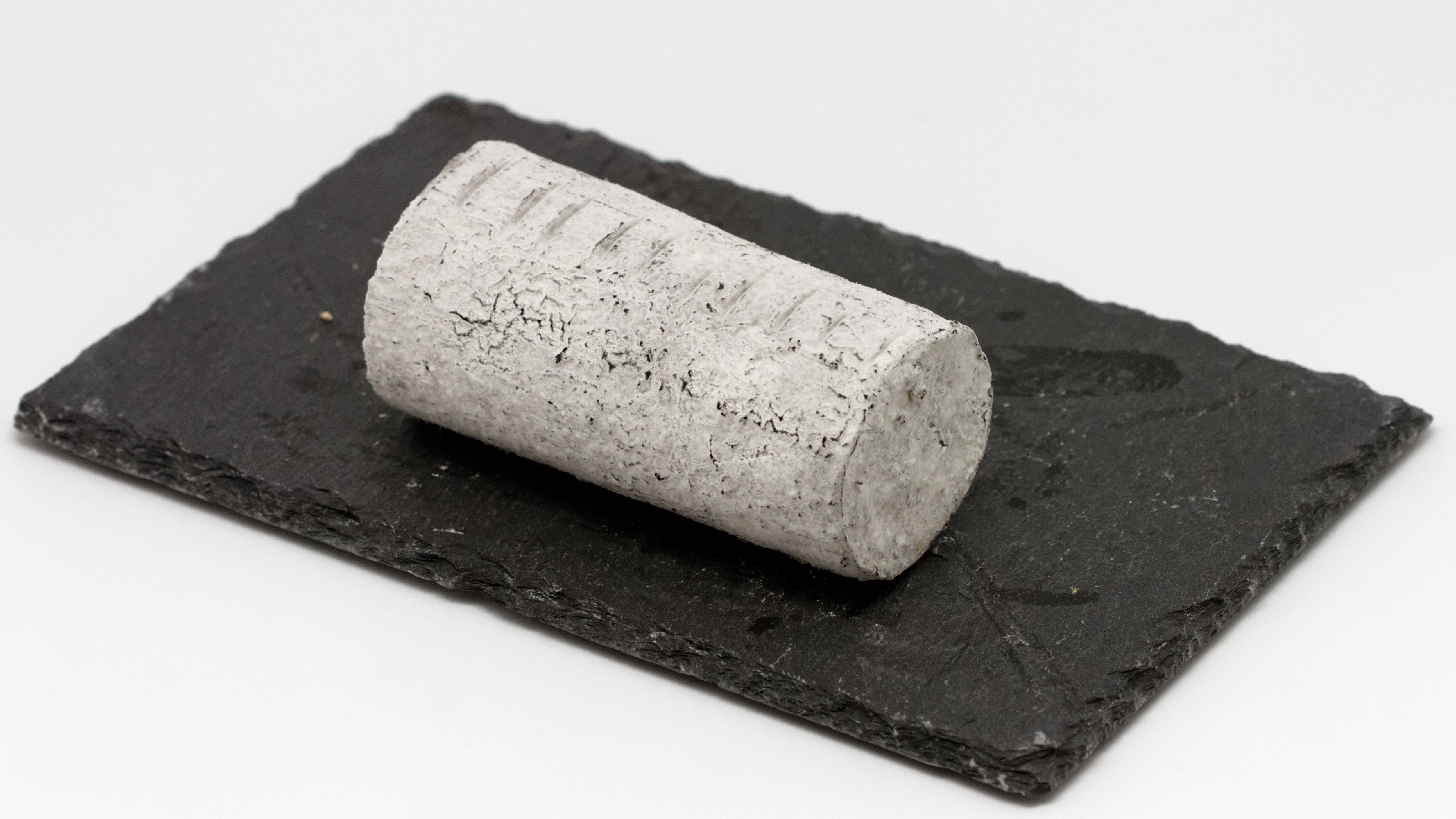
Sainte-maure-de-touraine.
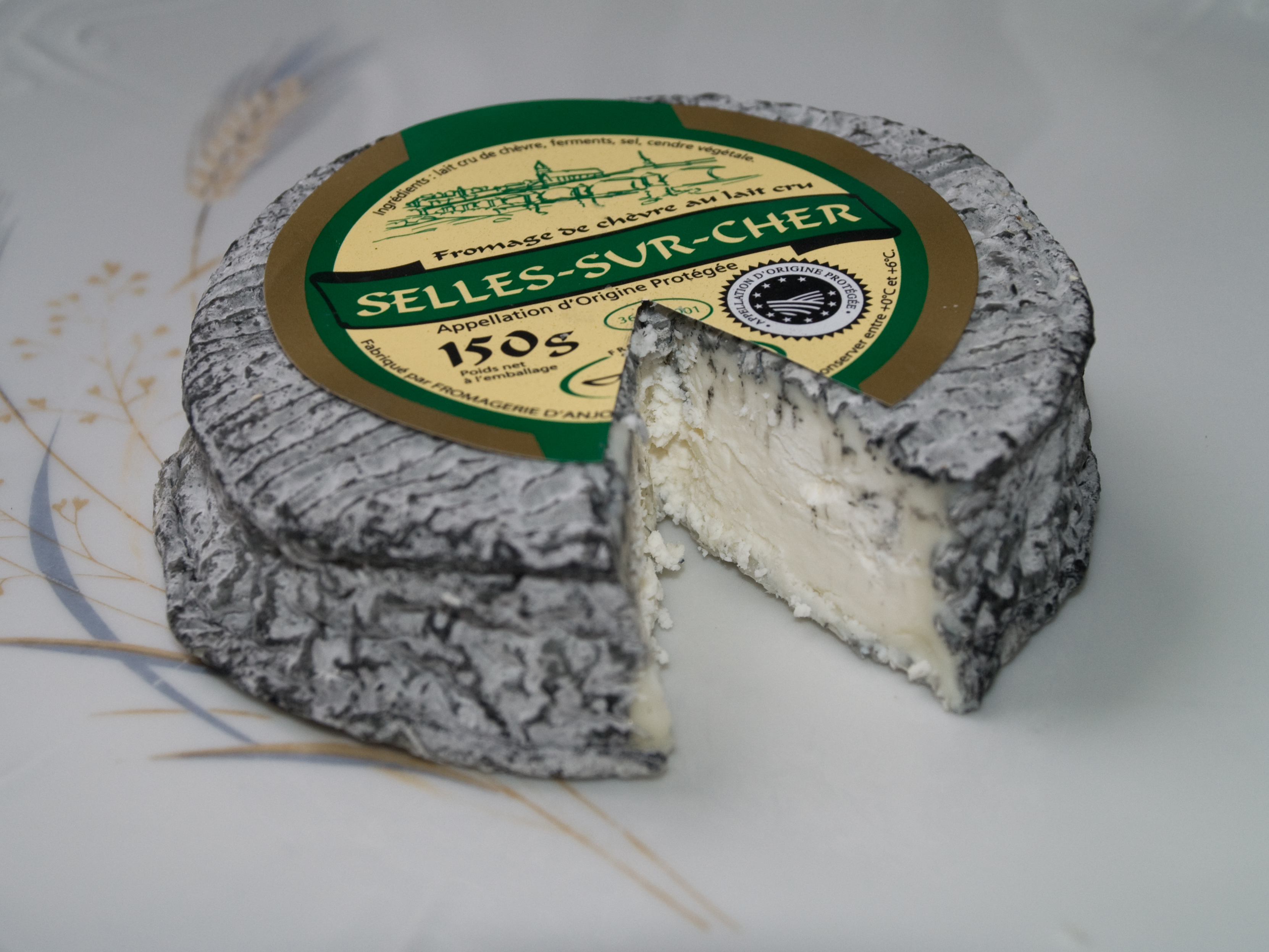
Selles-sur-cher.
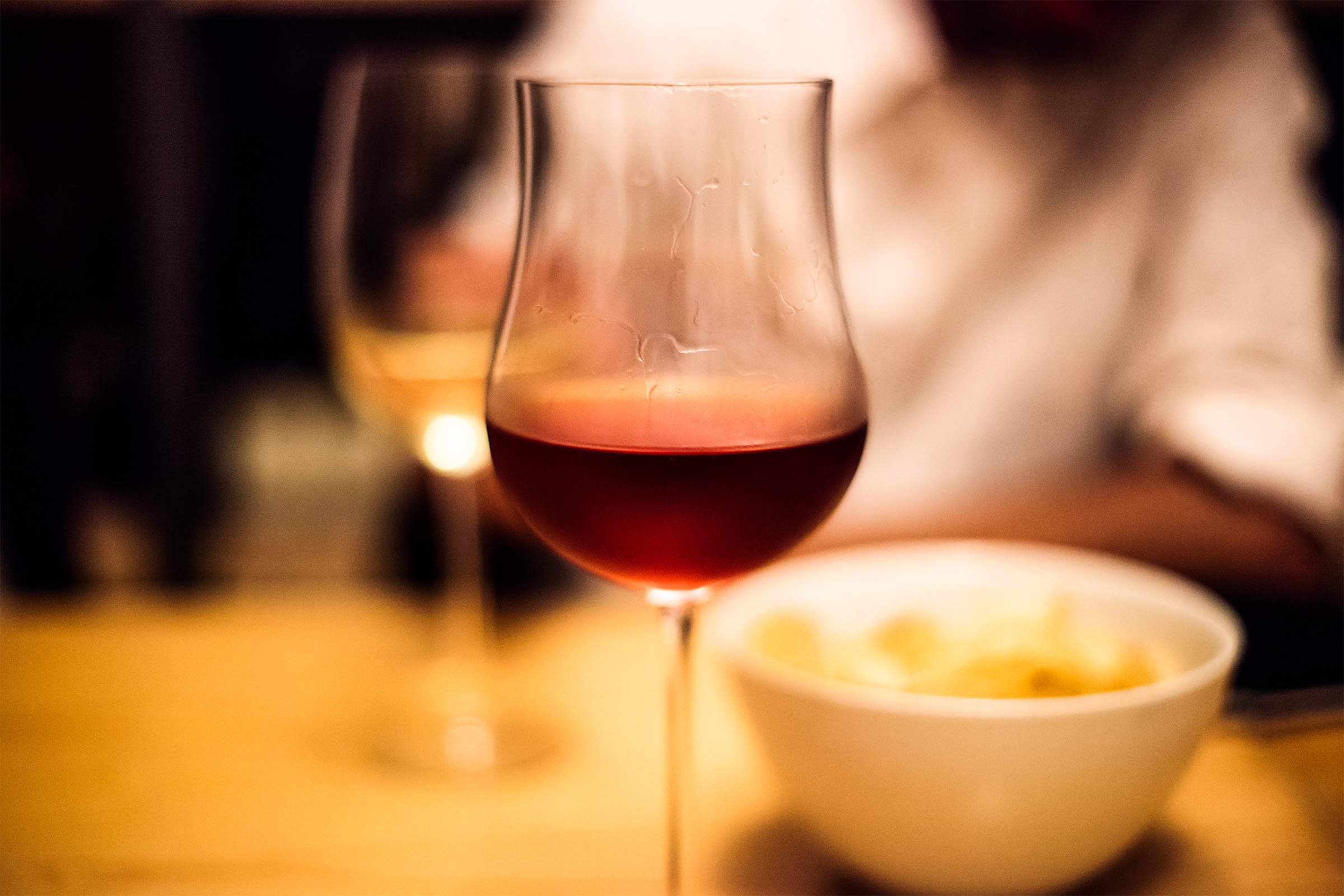
Touraine rouge.

## Culture et patrimoine

### Lieux et monuments
- Deux remarquables groupes de polissoirs néolithiques sur affleurement sur les rebords du plateau.
- Château de La Ménaudière : Paul Reynaud, président du Conseil, s'y replia avec son administration en juin 1940.
- Emetteur de TV et FM, tour hertzienne avec une hauteur de 200 mètres.
- Château de Chissay : appartenant au groupe des Hôtels Particuliers, le château a été repris début 2023 par Hervé Lecesne[85].